# Брэли, Мэтт
Мэттью Бенджакарн «Мэтт»  Брэли (англ. Matthew Benjakarn Braly; род. 8 ноября 1988, Сакраменто, Калифорния) — американский аниматор, режиссёр, сценарист, продюсер и художник-раскадровщик. Наиболее известен как создатель и исполнительный продюсер анимационного сериала канала Disney «Амфибия», а также как режиссёр сериалов «Гравити Фолз» и «Семейка Грин в городе».

## Личная жизнь
В детстве Брэли смотрел такие фильмы, как «Смертельная битва» (1995), из-за того, что они снимались в Таиланде. Он также рисовал персонажей из франшиз, таких как «Mortal Kombat» и «Sonic the Hedgehog».